# 八幡 (市原市)
八幡（やわた）は、千葉県市原市の市原地区にある大字。市原市役所市原支所が置かれている。郵便番号は290-0062。

## 概要
市原市北西部の市原地区に位置する。市原地区の中心地区であり、かつての旧市原町の中心でもあった。そのため、市原市役所市原支所をはじめとした行政関連の施設がいくつか設置されている。村田川を挟んで千葉市と八幡石塚の間に八幡の飛び地が存在する。
現在、八幡宿駅東口土地区画整理事業の第一工区が施工されている。第二工区の事業着手時期は未定。

## 地理
JR東日本内房線の八幡宿駅が存在する。字の東部や南部は農業地帯が広がり、その間を館山自動車道が通る。西部の東京湾側はに京葉工業地帯の工場がいくつか置かれている。その間を国道16号（東京湾岸道路）が通り、また京葉臨海鉄道の貨物線も通過しているが、いずれも字内は通らない。
北は八幡石塚及び千葉市中央区村田町、東は菊間、南東は山木や市原、南西は旭五所や五所、西は八幡海岸通及び八幡北町と接する。

## 歴史

### 地名の由来
地名は飯香岡八幡宮に由来する。なお、千葉市と市原市の境界が、ほぼかつての上総国と下総国の境界となる。千葉県内には「八幡」の地名が複数あるが、本八幡駅・京成八幡駅がある市川市の八幡は下総国に属し、佐倉街道（成田街道）の宿場町として八幡宿と呼ばれた。

### 沿革

#### 市原市発足前
令制国としては上総国に属し、白鳳年間（675年）に起源を持つといわれる古社飯香岡八幡宮が鎮座して古くから崇敬を集めた。江戸時代には海運と陸運の交通の要衝であり、房総往還の宿場町として栄えた。かつては東京湾に面した港町であり、明治以降の八幡海岸は観光地でもあったが、1950年（昭和25年）に計画された京葉工業地帯の造成により、八幡海岸は埋め立てられて工場が建設された。

#### 市原市発足後
1970年頃、市原市が八幡宿駅近辺の開発事業を実施するため、この辺りの住民に市長自ら説明会を催したが、住民の猛烈な反対意見が飛び交ったところ、当時の市長が憤慨し、このあたりの地区計画が全て白紙撤回されたとされる。そのため、駅周辺の開発が近年になって始まったこともあり、市内の他JR駅周辺の姉崎東及び姉崎西や五井中央東及び五井中央西と比べて、駅の施設自体が新しいほか、駅前の施設が大変少なくなっている。

## 世帯数と人口
2023年（令和5年）4月1日現在の世帯数と人口は以下の通りである。
| 町丁字 | 世帯数    | 人口     |
| ------ | --------- | -------- |
| 八幡   | 6,099世帯 | 11,427人 |

## 通学区域
市立小学校・市立中学校及び県立高等学校の通学区域は以下の通りである。
| 町丁字 | 番地 | 小学校             | 中学校             | 県立高校 |
| ------ | ---- | ------------------ | ------------------ | -------- |
| 八幡   | 一部 | 市原市立八幡小学校 | 市原市立八幡中学校 | 第9学区  |
| 八幡   | 一部 | 市原市立石塚小学校 | 市原市立八幡中学校 | 第9学区  |
| 八幡   | 一部 | 市原市立五所小学校 | 市原市立八幡中学校 | 第9学区  |

## 施設

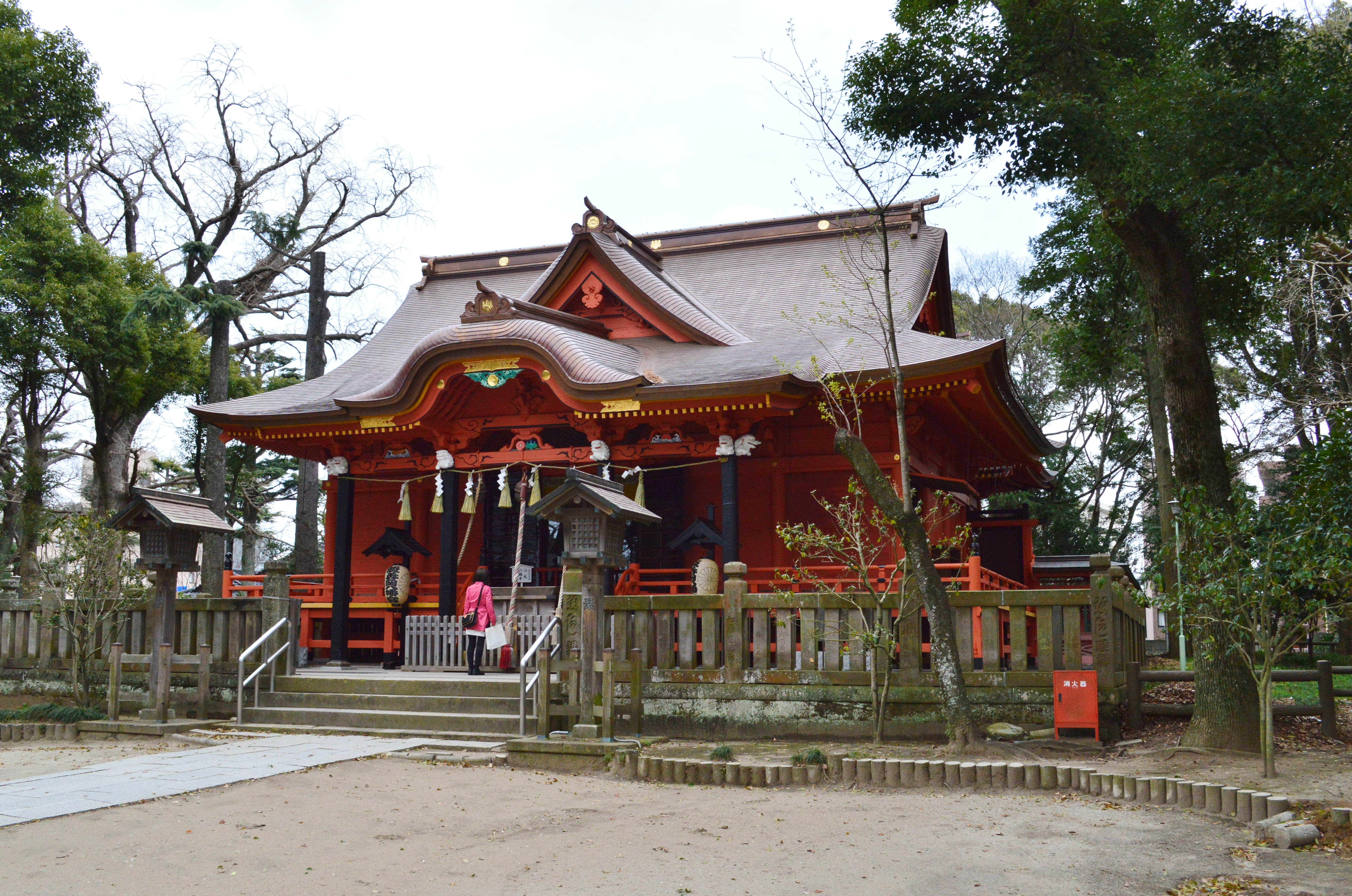
地名の由来となった飯香岡八幡宮の拝殿

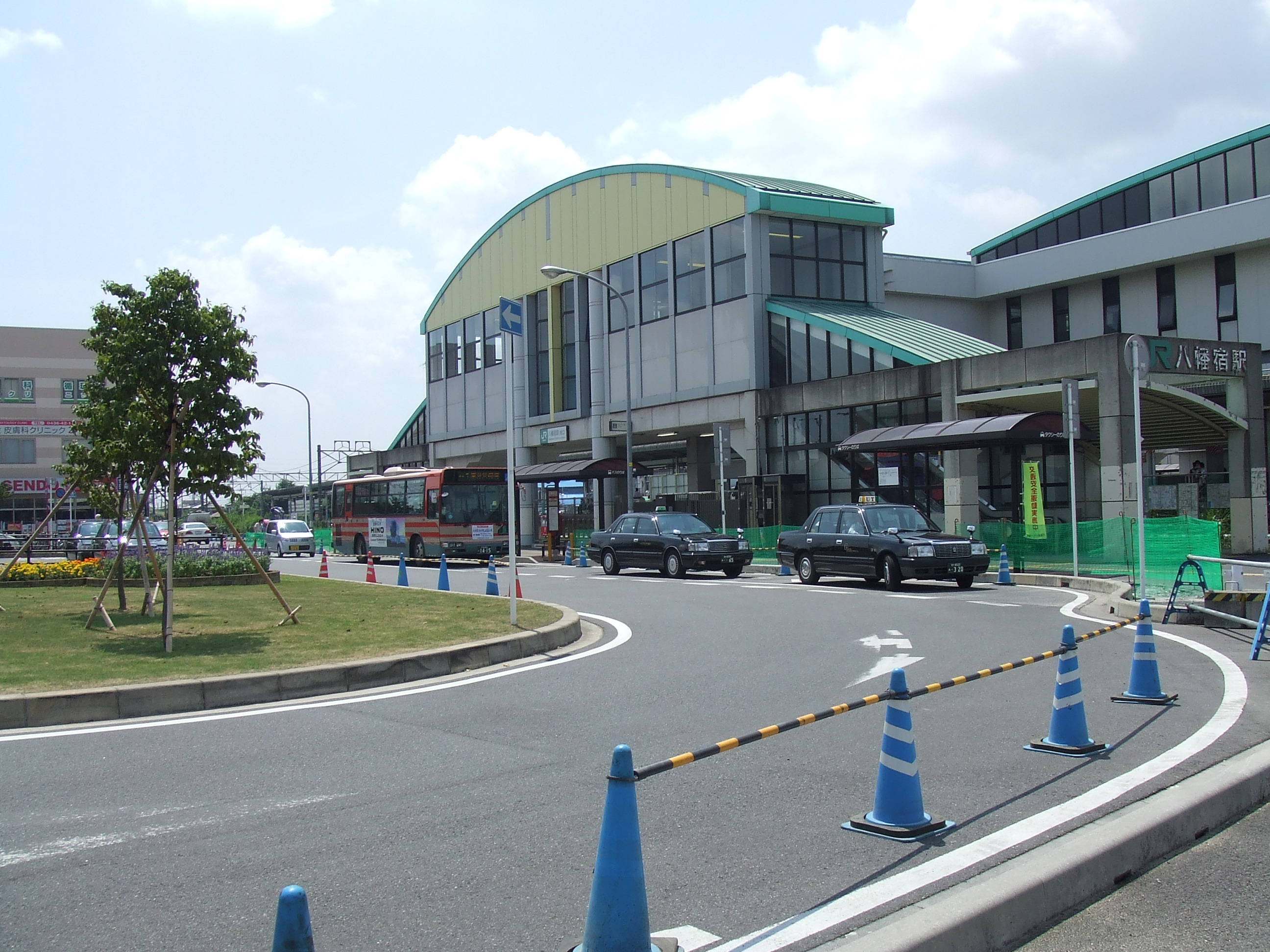
八幡宿駅の駅前ロータリー

- JR八幡宿駅
- 飯香岡八幡宮
- 市原市青少年会館
- 千葉地方法務局市原出張所
- 市原市教育センター
- 千葉県立市原八幡高等学校
- 市原市立八幡中学校
- 市原市立八幡小学校
- 市原市立袖ケ浦保育所
- 心花幼稚園
- 市原八幡郵便局
- 千葉銀行八幡支店
- ヤマダ電機テックランド市原店
- ノジマ市原店
- ベイシア市原八幡店
- ステーキガスト市原店
- せんどう本社・八幡店
- ドラッグセイムス八幡店
- 市原スポレクパーク
- 八幡運動公園
- 八幡公園（八幡運動公園とは別）
- 八幡公園庭球場

## 交通
- 鉄道
  - JR東日本八幡宿駅に内房線の列車の他、東京方面から総武快速線の列車や京葉線の列車もそれぞれ同駅経由で直通している。
- 路線バス
  - 小湊鉄道バス（塩田営業所担当）の八01〜07・21〜23・25〜28系統が八幡宿駅の東口及び西口から、八幡内を廻りながら走行している（行き先として千葉労災病院や帝京平成大学など）。
- 道路
  - 八幡内に南側を国道297号（勝浦市方面）が、千葉県道としては千葉県道24号千葉鴨川線や千葉県道126号八幡菊間線がそれぞれ通る。また、八幡の南東側でわずかであるが、館山自動車道が一部通過している。